# N'zalat Bni Amar
N'zalat Bni Amar  (in arabo نزالة بني عمار‎?) è un centro abitato e comune rurale del Marocco situato nella prefettura di Meknès, regione di Fès-Meknès. Conta una popolazione di 8 350 abitanti (censimento 2014).